# 佐藤信彦 (会計学者)
佐藤 信彦（さとう のぶひこ、1959年 - ）は、日本の会計学者。明治大学専門職大学院会計専門職研究科長・教授を経て、熊本学園大学大学院会計専門職研究科研究科長・教授。専門は、財務会計、監査。元日本簿記学会会長。経営関連学会協議会副理事長。

## 経歴
大分県大分市に生まれ。
1982年に明治大学商学部商学科を卒業し、明治大学大学院商学研究科に学び、1984年明治大学大学院商学研究科博士前期課程修了。1987年日本経済短期大学非常勤講師。1988年明治大学大学院商学研究科博士後期課程を単位取得退学、市邨学園短期大学商経科専任講師。
1990年日本大学経済学部専任講師。1993年日本大学経済学部助教授。1994年ニュー・サウス・ウェールズ大学客員研究員。1995年オーストラリアカトリック大学客員研究員。1999年日本大学経済学部教授兼日本大学商学部講師。2003年日本大学経済学部産業経営研究所所長、立教大学経済学部兼任講師、青山学院大学経営学部非常勤講師、青山学院大学大学院経営学研究科兼任講師。
2005年に明治大学大学院会計専門職研究科教授、日本大学大学院経済学研究科兼任講師となった。2007年明治大学専門職大学院会計専門職研究科教授。2008年明治大学専門職大学院会計専門職研究科長。2013年、熊本学園大学大学院会計専門職研究科教授に転じた。2018年熊本学園大学大学院会計専門職研究科研究科長。2019年九州大学大学院経済学府産業マネジメント専攻客員教授。
この間、2005年から2010年にかけて公認会計士試験の試験委員、2010年から2013年にかけて税理士試験の試験委員を務めた。2013年から日本会計研究学会会長補佐、中小企業会計学会理事。2015年から税務会計研究学会副会長。2017年から日本簿記学会会長、日本会計教育学会副会長、全国経理教育協会簿記上級試験審査会会長、日本学術会議連携会員。2021年から経営関連学会協議会副理事長。

## おもな著作

### 単著
- 財務諸表論の要点整理、中央経済社、1998年

### 編著
- 業績報告と包括利益、白桃書房、2003年
- 国際会計基準制度化論、白桃書房、2003年
- リース会計基準の論理（角ヶ谷典幸と共編著）税務経理協会、2009年